# Jawad Ouaddouch
Jawad Ouaddouch est un ancien footballeur marocain né le 4 octobre 1981 à Kasba Tadla.

## Biographie
Il commence son parcours footballistique dans le club de sa ville natale de Kasba Tadla : la Jeunesse sportive de Kasbat Tadla. Puis, en 2003, il rejoint les FAR de Rabat, club avec lequel il remporte notamment la Coupe de la CAF en 2005. 
En juillet 2011, Jawad Ouaddouche signe au Emirates Club aux Émirats arabes unis avec un contrat de trois ans.

## Sélection en équipe nationale
| Caps | Date       | Match            | Lieu   | Score | Compétition    | Marqué |
| 1    | 15/11/2006 | Maroc - Gabon    | Rabat  | 6 - 0 | Amical         | 1      |
| 2    | 07/02/2007 | Maroc - Tunisie  | Rabat  | 1 - 1 | Amical         | --     |
| 3    | 25/03/2007 | Zimbabwe - Maroc | Harare | 1 - 1 | Elim. CAN 2008 | --     |
| ---- | ---------- | ---------------- | ------ | ----- | -------------- | ------ |

## Carrière
- 2002-2003 :  JS Kasbat Tadla
- 2003-2011 :  FAR de Rabat
- 2011-2012 :  Emirates Club
- 2012-2013 :  Wydad de Fès[1],[2]
- 2014-2015 :  JS Kasbat Tadla

## Palmarès
- Coupe du trône
  - Vainqueur : 2003, 2004, 2007, 2008, 2009

- Championnat du Maroc
  - Champion : 2005, 2008
  - Vice-Champion : 2004, 2006, 2007

- Coupe de la confédération
  - Vainqueur : 2005
  - Finaliste : 2006

- Supercoupe d'Afrique
  - Finaliste : 2006

## Distinctions personnelles
- 2006-2007 : Meilleur buteur du GNF 1 (12 buts)
- 2006-2007 : Élu meilleur joueur des FAR de Rabat de l'année 2007.
- 2010-2011 : Meilleur buteur du GNF 1 (11 buts).
- 2010-2011 : Meilleur joueur du Championnat du Maroc de football